# Карандини, Филиппо
Филиппо Карандини (итал. Filippo Carandini; 6 сентября 1729, Пезаро, Папская область — 28 августа 1810, Модена, королевство Италия) — итальянский куриальный кардинал. Секретарь Священной Конгрегации Тридентского собора с 1785 по 29 января 1787. Префект Священной Конгрегации доброго управления с 6 февраля 1787. Префект Священной Конгрегации Тридентского собора с марта 1800 по 28 августа 1810. Кардинал-дьякон с 29 января 1787, с титулярной диаконией Санта-Мария-ин-Портика-Кампителли с 23 апреля 1787 по 12 сентября 1794. Кардинал-дьякон с титулярной диаконией Сант-Эустакьо с 12 сентября 1794.